# 三村征雄
三村 征雄（みむら ゆきお、1904年11月22日 - 1984年10月16日）は、日本の数学者。東京大学名誉教授。専門は解析学、関数解析。師は高木貞治。

## 来歴
東京都出身。陸軍大将・島川文八郎の三男として産まれ、三村家の養子となる。麹町小学校、府立四中、一高を経て、1931年東京帝国大学理学部数学科卒業。。同年 旧制第一高等学校教授、1930年から1933年 ドイツ・オーストリアに留学。ベルリンのフォン・ノイマン、ウィーンのハーン、メンガーの下で関数解析を学ぶ。欧州留学中の1932年にチューリッヒで開催された国際数学者会議で招待講演を行っている。
1934年 大阪大学助教授（解析学）、1946年 東京文理科大学教授、1949年 東京大学教養部教授、1962年 理学博士、1965年 定年退官、東京大学名誉教授。

## 人物
戦後の日本数学界において、指導的立場にあった人物の一人と言われる。著作はそれぞれの分野の代表的文献とされるものが多い。特に岩波全書の『微分積分学I、II』は、掛谷宗一の同全書『微分学』『積分学』を継承する本として有名である。

## 著書
- 『位相解析』（共立出版）
- 『現代数学概説II』（河田敬義と共著、岩波書店）
- 『微分積分学I、II』（岩波書店）
- 『大学演習微分積分学』（編、裳華房）
- 『大学演習代数学と幾何学』（編、裳華房）
- 『ヒルベルト空間論』（春日書房）

他。